# День голосования (Великобритания)
День голосования (англ. Election Day) в Великобритании — день, на который в соответствии с законодательством назначается голосование на выборах. По традиции это четверг. Голосование в Великобритании начинается в 7:00 и заканчивается в 22:00.

## Парламентские выборы
Возможна, эта традиция возникла как лучшее из нескольких обстоятельств: проведение голосований по пятницам и выходным привело бы к большему количеству пьяных избирателей; проведение выборов в воскресенье снизило бы влияние воскресных проповедей; в то же время во многих городах четверги были рыночными днями, это означало, что окрестное население всё равно поедет в город в этот день. Известно, что ещё в 1647 году левеллеры в своём манифесте предлагали проводить выборы в первый четверг каждого второго марта.
Четверг стал традиционным днём проведения выборов начиная с середины 1930-х годов.

## Другие выборы
Местные выборы в Англии и Уэльсе по закону проводятся в первый четверг мая. Бывают и исключения, так, в 2001 году они были отложены на время борьбы со вспышкой ящура. В 2004, 2009 и 2014 годах местные выборы были отложены, чтобы провести их одновременно с выборами в Европарламент. Однако в 2019 году выборы европейские и местные были раздельными. Во всех случаях выборы проводились по четвергам.
Дополнительные и другие выборы в Великобритании также традиционно проводятся по четвергам, хотя могут проводиться и в другие дни, в частности, чтобы не совпадать с государственными праздниками. Последними дополнительными выборами в парламент, которые не проводились в четверг, были дополнительные выборы в Палату общин от шотландского Гамильтона 31 мая 1978 года. Они были проведены в среду, так как на 1 июня был запланирован матч открытия чемпионата мира по футболу 1978 года. В то же время дополнительные выборы в местные советы по-прежнему иногда проводятся в другие дни, кроме четверга.